# Gino Pellegrini
Gino Pellegrini (Lugo di Vicenza, 13 agosto 1941 – San Giovanni in Persiceto, 20 dicembre 2014) è stato uno scenografo e pittore italiano.

## Biografia
Nato a Lugo di Vicenza nel 1941, già negli anni 50 all'età di 16 anni, Pellegrini parte per Los Angeles, dove frequenta la facoltà di Architettura all'UCLA e consegue un Master Degree in Fines Arts alla Los Angeles Art Center School.
Dopo un periodo di lavoro nel campo di disegno pubblicitario e artistico, entra nell'industria del cinema dove lavora come pittore scenico e scenografo. Tra i film più importanti a cui lavora si ricordano in ordine sparso: 2001 Odissea nello Spazio di Stanley Kubrick (in cui realizzò per esempio molte modifiche alle nuvole del modellino della Terra per le scene nello spazio, fondali e dettagli nelle scene della Terra primordiale, ecc.), poi lavora in vari musical quali West side story, Funny Girl, Hello Dolly, Mary Poppins,  altri film come Indovina chi viene a cena?, Gli uccelli di Alfred Hitchcock, Gli ammutinati del Bounty, L'uomo venuto dal Kremlino, Viaggio allucinante, Il pianeta delle scimmie, Tora! Tora! Tora! del 1970 (modellini e fondali), La spada nella roccia (come cromatista), nonché in alcune note serie tra cui Bonanza e Star Trek.
Quindi dopo un periodo di intensa attività di circa 15 anni in California, torna in Italia nel 1972 dove continua a lavorare nel campo della scenografia, cinematografia e documentaristica. Rientrato dagli Stati Uniti si stabilisce nel bolognese, dove fra le varie opere che compose di particolare rilevanza rimane la "Piazzetta degli inganni", costituita da numerose scene di trompe-l'œil dipinte sui muri delle case prospicienti alla piazza Betlemme a San Giovanni in Persiceto: l'opera, con ortaggi fuori scala e animali fantastici che sembrano spiccare il volo dalle finestre, è stata realizzata in due tempi fra gli anni Ottanta e Novanta.
Gli ultimi anni della sua vita Pellegrini li trascorse a Merlano, frazione del comune di Monte San Pietro (Bo). La sua casa-laboratorio è una vera e propria fucina dove, accanto ai pennelli e i colori, fanno bella mostra di sé: saldatori, pialle, trapani ed ogni altra sorta di attrezzo utile a trasformare gli oggetti più disparati in opere.
Perché Gino utilizzava foglie, rami, sassi, fil di ferro, ruderi di finestre o mobili con la stessa sensibilità con cui usava i colori. Anzi non c'è assolutamente nessuna distinzione tra i colori e i materiali trovati in giro, per lui tutti i materiali hanno la stessa dignità.
Scompare nel 2014 a 73 anni nell'ospedale SS. Salvatore di San Giovanni in Persiceto..
La sua casa-studio-laboratorio è stata trasformata nella casa museo "Officina Pellegrini".